# 町田市立小山小学校
町田市立小山小学校（まちだしりつ おやましょうがっこう）は、東京都町田市小山町にある公立小学校である。
2020年5月時点、学級数は25学級、児童数は808名で、町田市内の公立小学校としては、町田市立小山ヶ丘小学校に次ぐマンモス校である。

## 沿革
- 1873年（明治6年） - 神奈川県武蔵の国多摩郡小山村沼の 長泉寺 を仮校舎として「誠教学校」ができる。
- 時期不明 - 小山村田端にある民家を仮校舎とした「新民学校」ができる。
- 1903年（明治36年） - 2つの学校が統合し、ひとつの学校となる。
- 1904年（明治37年） - 新校舎ができる（現:小山市民センター）。
- 1911年（大正10年） - 校章を制定。
- 1947年（昭和22年）4月1日 - 学制改革により、堺村立小山小学校と改称。
- 1958年（昭和33年）2月1日 - 昭和の大合併により、町田市立小山小学校と改称。
- 1962年（昭和37年） - 校旗・校歌を制定。
- 1976年（昭和51年） - 新校舎（現在地）に移転。
- 2003年（平成15年） - 愛唱歌「小山小は日本一」発表。
- 2005年（平成17年）11月12日 - 小山ヶ丘小学校開校により、本校から一部児童を転籍[2]。
- 2010年（平成22年） - 小山中央小学校開校により、本校から一部児童を転籍。
- 2013年（平成25年） - 開校140周年。
- 2018年（平成30年） - 開校145周年。
- 2022年（令和4年） - 開校150周年。

## 通学区域と進学先中学校
出典

### 通学区域
- 小山町（1〜1973番、2349〜2362番、2366番、2367番、2376〜2378番、2379番4号、2380〜2416番、2424〜2526番、2546〜2639番、2640番(3号・4号・15号・19号・21号・22号)、2645番(2号・3号・6号)、2646番、2647番、2649番、2650番3号、2651番(3号・4号)、2658〜2660番、4650〜4692番、5013〜5015番）

### 進学先中学校
- 町田市立小山中学校

## 周辺
- 小山学童保育クラブ - 同一建物内
- 東京都道47号八王子町田線
- 境川 - 東京・神奈川都県境
  - 境川ゆっくりロード（境川土手）
- 業務スーパー町田小山店
- 町田小山郵便局

## アクセス
- 神奈川中央交通「町30」・「町60」・「町62」・「町63」の各系統で、「小山小学校前」停留所下車。